# Savior (Rise Against)
Savior è un singolo del gruppo musicale Rise Against, pubblicato il 3 giugno 2009 come terzo singolo estratto dall'album Appeal to Reason.

## Classifiche
| Classifica (2009)             | Posizione massima |
| ----------------------------- | ----------------- |
| Stati Uniti (rock)            | 16                |
| Stati Uniti (alternative)     | 6                 |
| Stati Uniti (heatseekers)     | 36                |
| Stati Uniti (mainstream rock) | 40                |